# Joan Thiele
Alessandra Joan Thiele (AFI: /ˈtile/; Desenzano del Garda, 21 settembre 1991) è una cantautrice italiana.
Nel 2023 ha vinto il David di Donatello per la migliore canzone originale e ottenuto una candidatura al Nastro d'argento alla migliore canzone originale per Proiettili (ti mangio il cuore), brano da lei interpretato con Elodie e colonna sonora del film Ti mangio il cuore.

## Biografia

### Infanzia ed esordi
Nata nel 1991 a Desenzano del Garda da madre italiana originaria di Napoli e da padre svizzero (trapiantato in Canada) di origine colombiana, è cresciuta tra la sua città natale e Cartagena, in Colombia.
Ha mosso i primi passi nella musica a Londra, per poi trasferirsi stabilmente a Milano e intraprendere la carriera di cantante. Nel 2015 ha pubblicato una cover del rapper Drake Hotline Bling.

### 2016-2020:Joan Thiele,TangoeOperazione oro

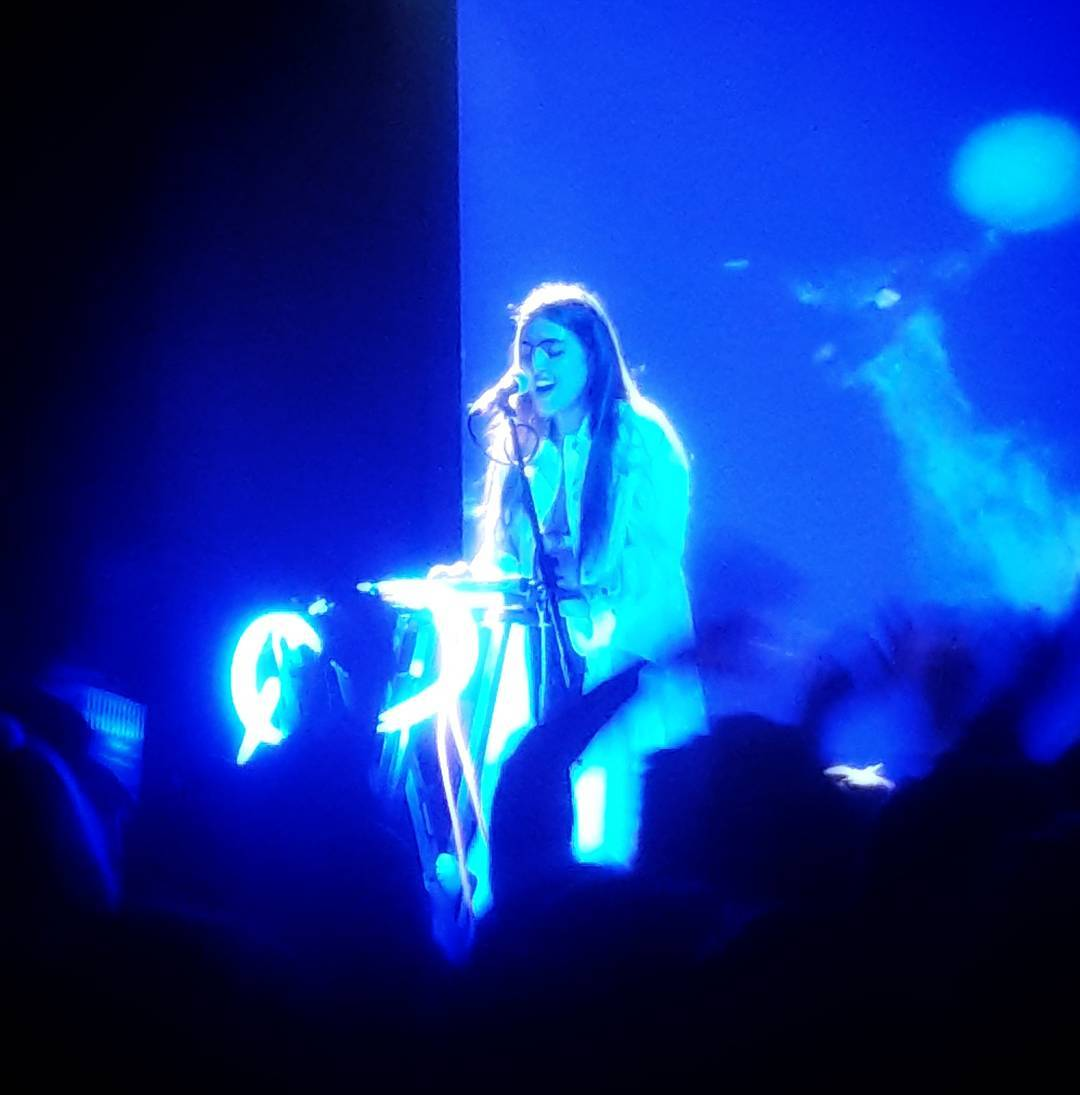
Joan Thiele nel 2017

Nel 2016 ha visto la luce il primo inedito Save Me, pubblicato dall'etichetta Universal Music Italia e facente parte del primo EP, l'omonimo Joan Thiele. Seguono in ordine altri due singoli di successo radiofonico, Taxi Driver e Armenia.
Nel 2018 ha pubblicato il suo album d'esordio, Tango, anticipato dai singoli Fire e Polite. Nel 2018 ha suonato al Sziget Festival di Budapest sul Lightstage. Nel 2019 ha collaborato con Myss Keta, insieme ad Elodie e Priestess, alla nuova versione di Le ragazze di Porta Venezia.
A marzo 2020 ha collaborato con il rapper Nitro nel singolo No Privacy / No Caption Needed dell'album GarbAge, contribuendo a cantare il ritornello della seconda parte No caption needed, e ha pubblicato il suo secondo EP e primo lavoro interamente in italiano, Operazione oro, anticipato dai singoli Le vacanze, Puta e Bambina.

### 2021-2023:Atti
Nel febbraio 2021 è stata presente nell'album OBE di Mace, comparendo nel brano Senza fiato insieme a Venerus. Il 12 dello stesso mese ha pubblicato il singolo Atto I - Memoria del futuro, consistente in due brani: Cinema e Futuro wow, prodotti da Mace, Venerus e Ceri. Il 30 aprile 2021 ha pubblicato il singolo Atto II - Disordinato spazio, con all'interno Tuta blu e Scilla. Il 22 ottobre 2021 ha pubblicato il singolo Atto III - L'errore, terza e ultima parte di questo progetto, contenente Errori e Sotto la pelle.
Il 20 maggio 2022 ha pubblicato la raccolta Atti, che racchiude i tre EP pubblicati fino ad allora. Il 16 settembre è stato pubblicato il singolo Proiettili (ti mangio il cuore), in collaborazione con Elodie, con la quale ha partecipato alla composizione insieme ad Elisa ed Emanuele Triglia. Il brano è stato poi inserito nella colonna sonora del film Ti mangio il cuore, con protagonista la stessa Elodie, mentre nel 2023 è stato premiato con il David di Donatello per la migliore canzone originale e candidato al Nastro d'argento alla migliore canzone originale. Il 25 maggio dello stesso anno è stato pubblicato il singolo Verdad di Golden Years, a cui ha collaborato insieme ad Ele A.

### 2024-presente: Festival di Sanremo 2025 eJoanita
Nell'aprile 2024 è tornata a collaborare con il producer Mace per il singolo Viaggio contro la paura (contenuto nell'album Māyā), nel quale ha collaborato con il rapper Gemitaiz. Il 6 dicembre dello stesso anno ha pubblicato il suo nuovo singolo Veleno.
Nel febbraio 2025 ha partecipato per la prima volta in gara al 75º Festival di Sanremo con il brano Eco, classificatosi al ventesimo posto al termine della manifestazione. Il brano ha esordito alla trentaduesima posizione della classifica Top Singoli. Il 14 febbraio, nella quarta serata dedicata alle cover, ha duettato con Frah Quintale cantando il brano Che cosa c'è di Gino Paoli, classificatosi al ventitreesimo posto.
Il 21 febbraio 2025 ha pubblicato il suo secondo album in studio Joanita, primo progetto eseguito interamente in italiano anticipato dai singoli Veleno ed Eco. Il disco ha esordito alla dodicesima posizione della classifica FIMI Album. Dal 24 maggio al 14 agosto si è svolto il Joanita tour 2025, la  sua tournée estiva in otto date da Milano a Locorotondo (BA). Il 27 giugno è uscito il singolo Allucinazione, inserito nella riedizione digitale dell'album Joanita.

## Discografia

### Album in studio
- 2018 – Tango
- 2025 – Joanita

### Raccolte
- 2022 – Atti

## Tournée
- 2021 – Joan Thiele estate 2021
- 2022 – Joan Thiele estate 2022
- 2025 – Joanita tour 2025

## Partecipazioni a manifestazioni canore
- Festival di Sanremo (Rai 1)
  - 2025 – 20º posto sezione "Campioni" con Eco

## Riconoscimenti
- David di Donatello
  - 2023 – David di Donatello per la migliore canzone originale per Proiettili (ti mangio il cuore)[4][36]
- Nastro d'argento
  - 2023 – Candidatura alla migliore canzone originale per Proiettili (ti mangio il cuore)[5]